# Rainbow (yacht)
Pour les articles homonymes, voir Rainbow.
Rainbow (Arc-en-ciel, en anglais) est un yacht Classe J de compétition américain de 1930 (de 40 m) vainqueur 4-2 de la Coupe de l'America 1934 (America's Cup) en tant que défenseur du New York Yacht Club contre le challenger britannique Endeavour du Royal Yacht Squadron de Thomas Sopwith.

## Histoire
Ce yacht de compétition (un des derniers Classe J construits entre-deux-guerres pour défendre la Coupe de l'America) est lancé le 15 mai 1934 par l'homme d'affaires américain Harold Stirling Vanderbilt (de la famille Vanderbilt), pour succéder à son précédent navire Entreprise, vainqueur de l'America's Cup 1930 contre le challenger britannique Shamrock V de sir Thomas Lipton,. 

Rainbow (1900) de Cornelius Vanderbilt III
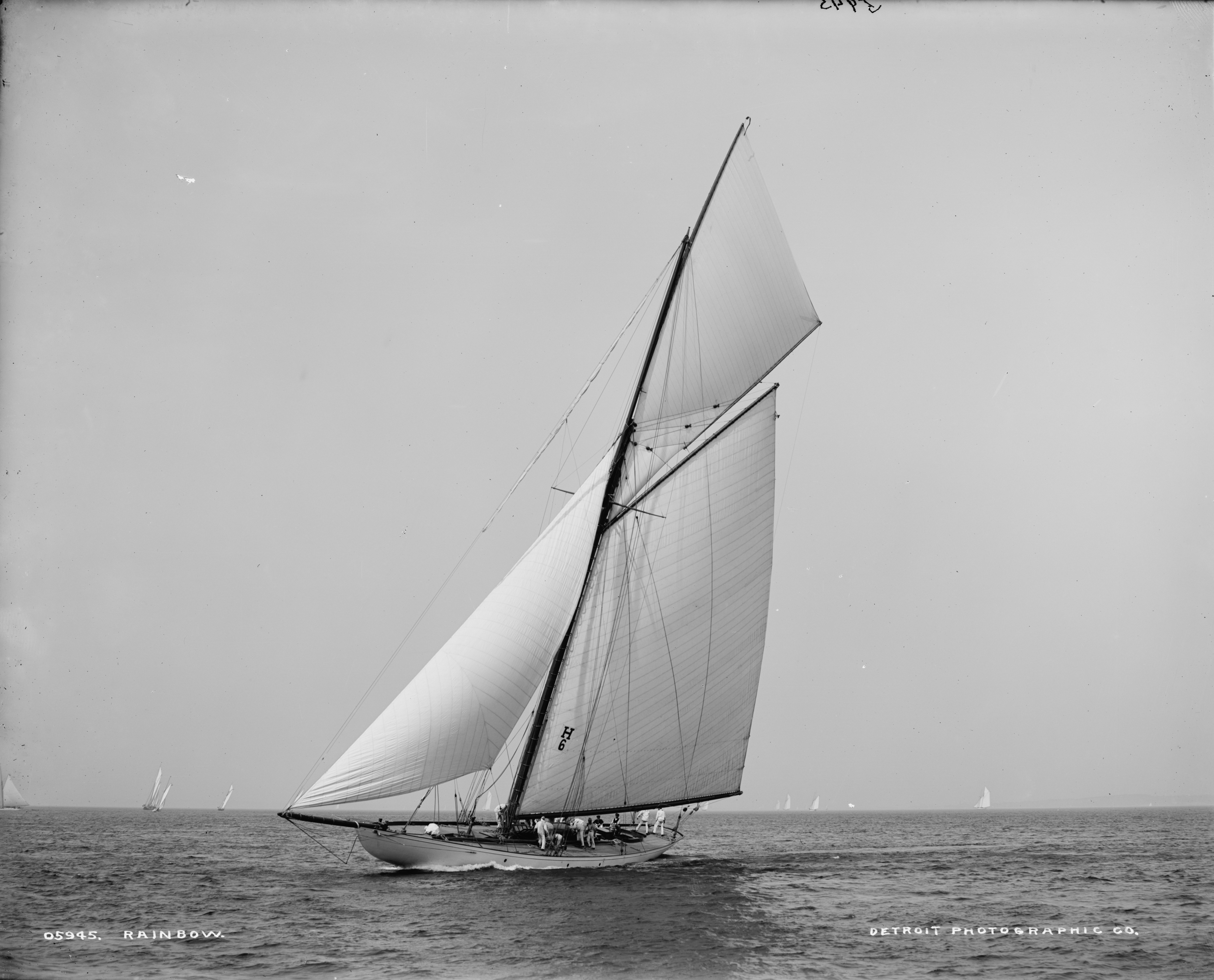
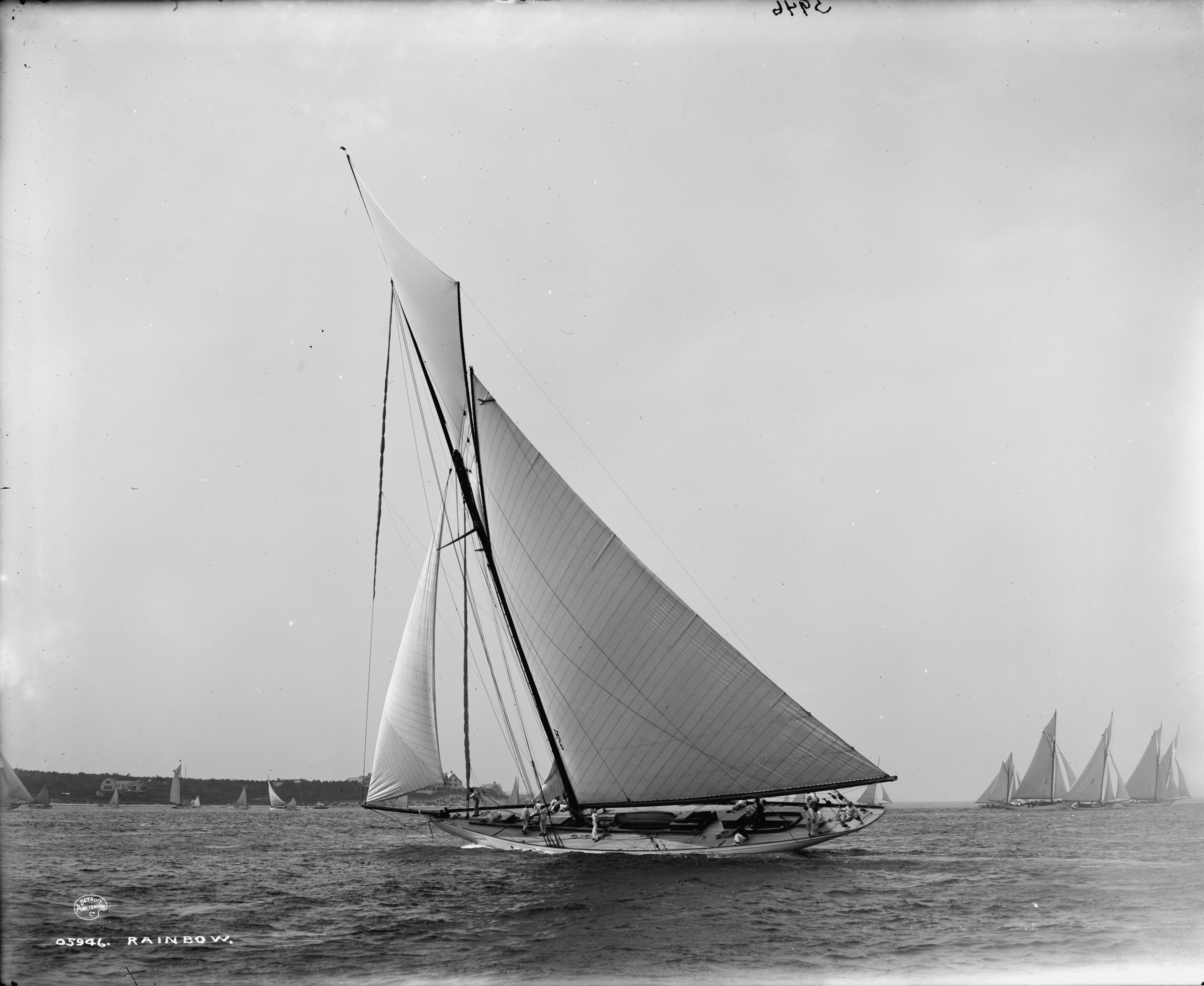
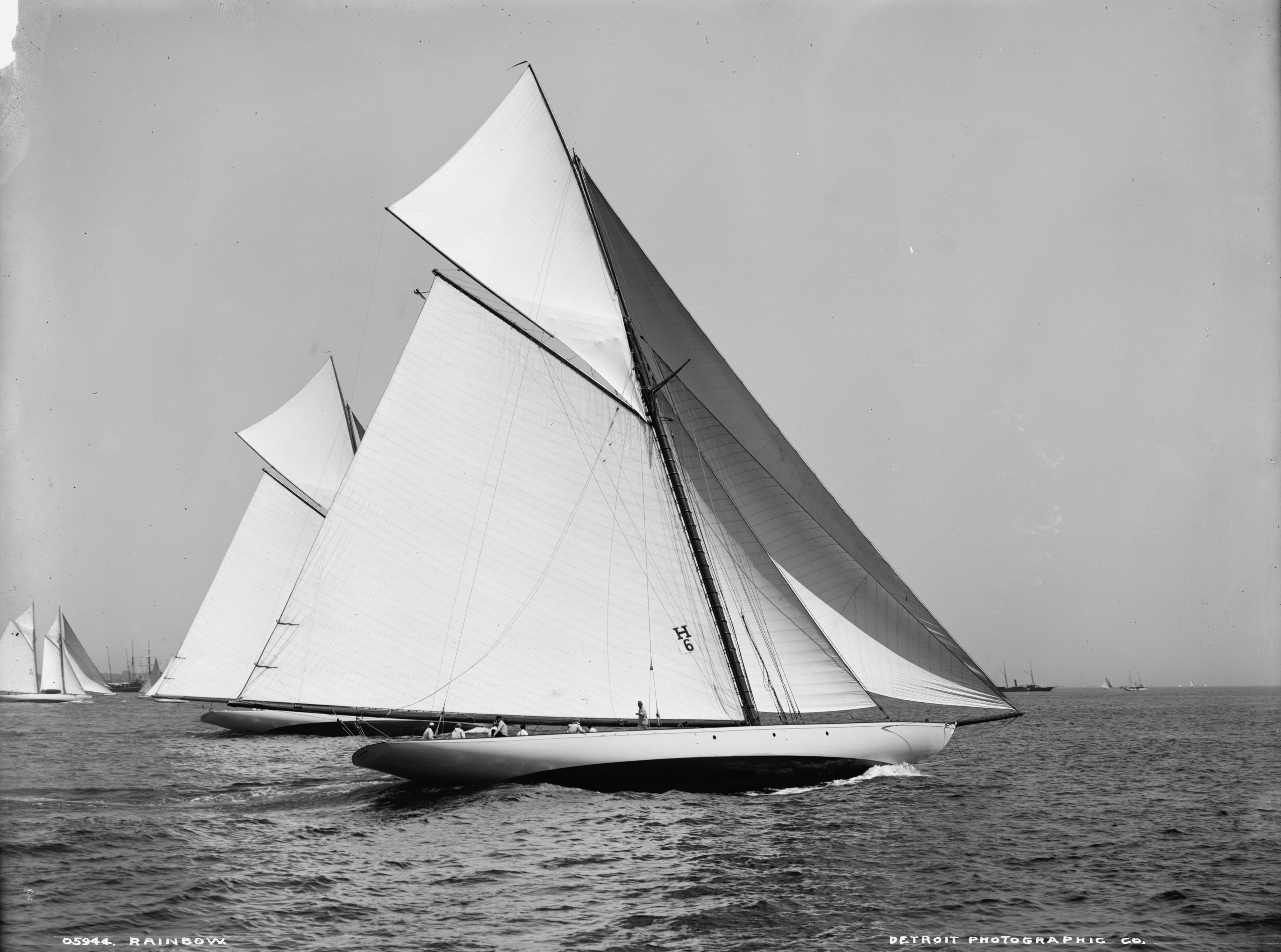

Son propriétaire le baptise Rainbow (Arc-en-ciel) rapport à son espoir d'alors d'un avenir meilleur après le krach de 1929 et la Grande Dépression des années 1930 qui s'ensuit. Il est également inspiré d'un précédent Classe J Rainbow H6 de 1900, du membre de sa famille Cornelius Vanderbilt III, semblable au yacht Columbia, double vainqueur consécutif des América's Cup 1899 et 1901. 

## Construction
Comme le précédent Entreprise de 1930, ce Classe J de 1934 est construit en 100 jours par le chantier naval Herreshoff Manufacturing Company de Bristol de Rhode Island près de New York, sur des plans de l'architecte naval William Starling Burgess (en). 
Ce cotre à gréement bermudien bénéficie d'innovations techniques marquantes telles qu'une bôme flexible haubanée « North Circular » (avec réglage de corde de jupe), d'un mât en duralium de 45 m riveté (80 000 rivets) pour 750 m² de voilure, et d'un génois (à la place d'un assemblage de foc et de trinquette sur le triangle avant). Les œuvres vives sont en feuilles de bronze rivées sur membrures en acier. Cette aberration qui représentait une réelle bombe électrolytique ne permit pas de le conserver très longtemps. Il est vendu à un ferrailleur en 1940 pour être démoli. 

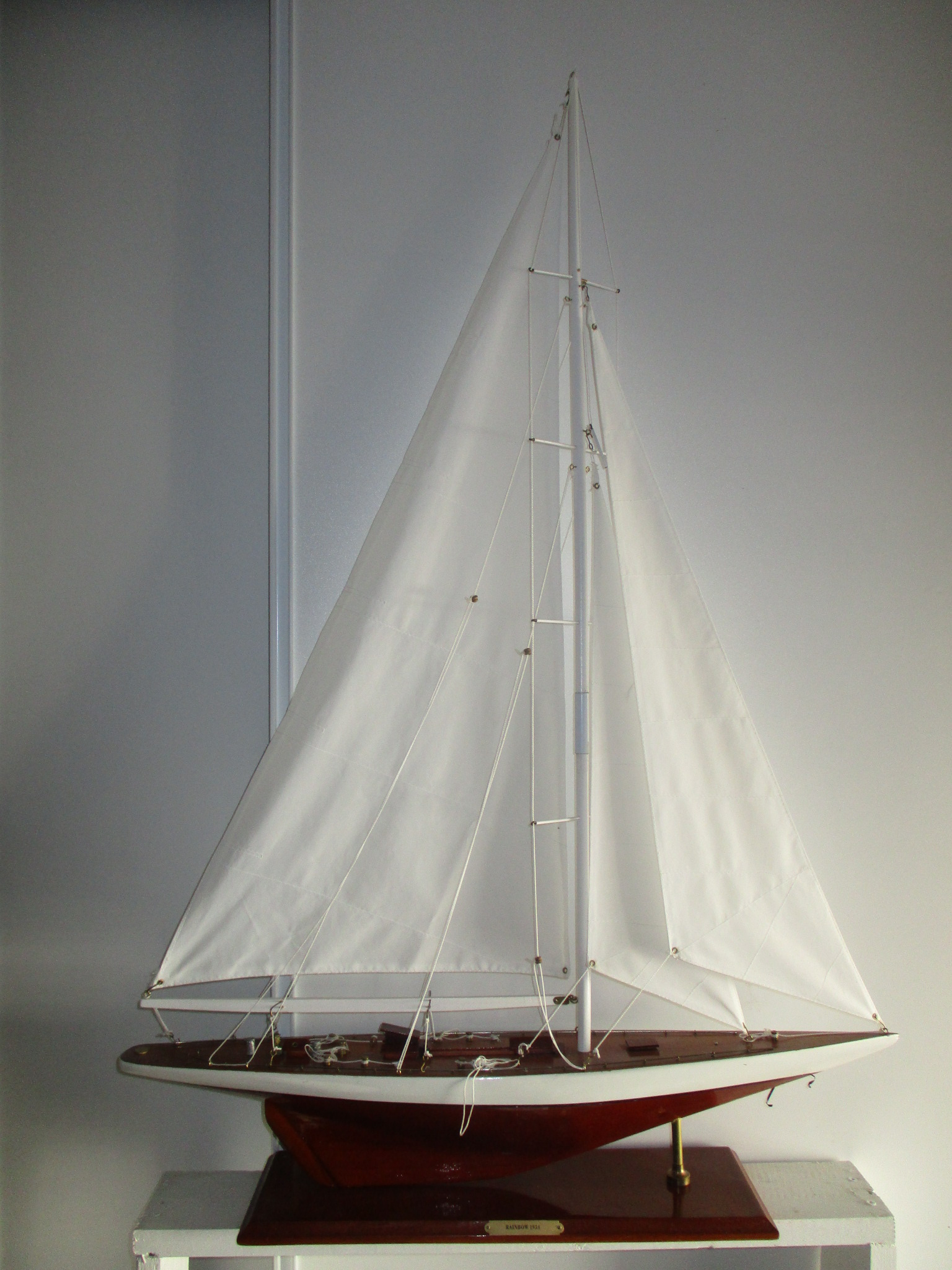
Modèle réduit

## Compétition
Les barreurs Harold Stirling Vanderbilt et Olin Stephens remportent avec ce successeur d' Entreprise les séries de sélection de 1934 contre les vétérans Weetamoe (en) et Yankee (yacht) (en) de l'America's Cup 1930. Cette victoire leur permet de défendre avec succès la Coupe de l'America 1934 contre le challenger britannique Endeavour du Royal Yacht Squadron, de l'industriel aviateur et yachtman britannique Thomas Sopwith. Endeavour remporte difficilement les deux premières courses, puis Rainbow remporte les quatre dernières (cette victoire 4-2 reste historiquement controversée à cause de la grève salariale de l'équipage d’Endeavour, remplacé au pied levé par un équipage d'amateurs passionnés moins expérimentés). 
Le navire est mis en cale sèche pour être réaménagé, puis vendu en 1937 au yachtman américain Chandler Hovey, pour participer (sans succès de qualification) aux Coupe de l'America suivantes, face entre autres au nouveau yacht Ranger d'Harold Stirling Vanderbilt, successeur de Rainbow, victorieux de la Coupe de l'America 1937 face à Endeavour II, de  Thomas Sopwith.  

## Palmarès
- 1934 : victoire 4:2 de la 15e édition de la Coupe de l'America, contre le voilier challenger britannique Endeavour du Royal Yacht Squadron de sir Thomas Sopwith (Rainbow fait partie des défenseurs de la Coupe de l'America, qui participent aux 132 ans de victoire américaine continue (1870 à 1983) de cette plus prestigieuse et ancienne régate américaine internationale de l'histoire de la navigation, baptisée du nom de la première victoire de la goélette America de 1851).

## Réplique
Une réplique de ce yacht est lancée en 2012 sous le nom JH-2 Rainbow, construit en aluminium par les architectes navals Dystkra selon la réglementation Classe J - JCA (Association Classe J). Il est mis en vente en 2015 pour près de 10 millions €,.

Réplique JH-2 Rainbow (2012)
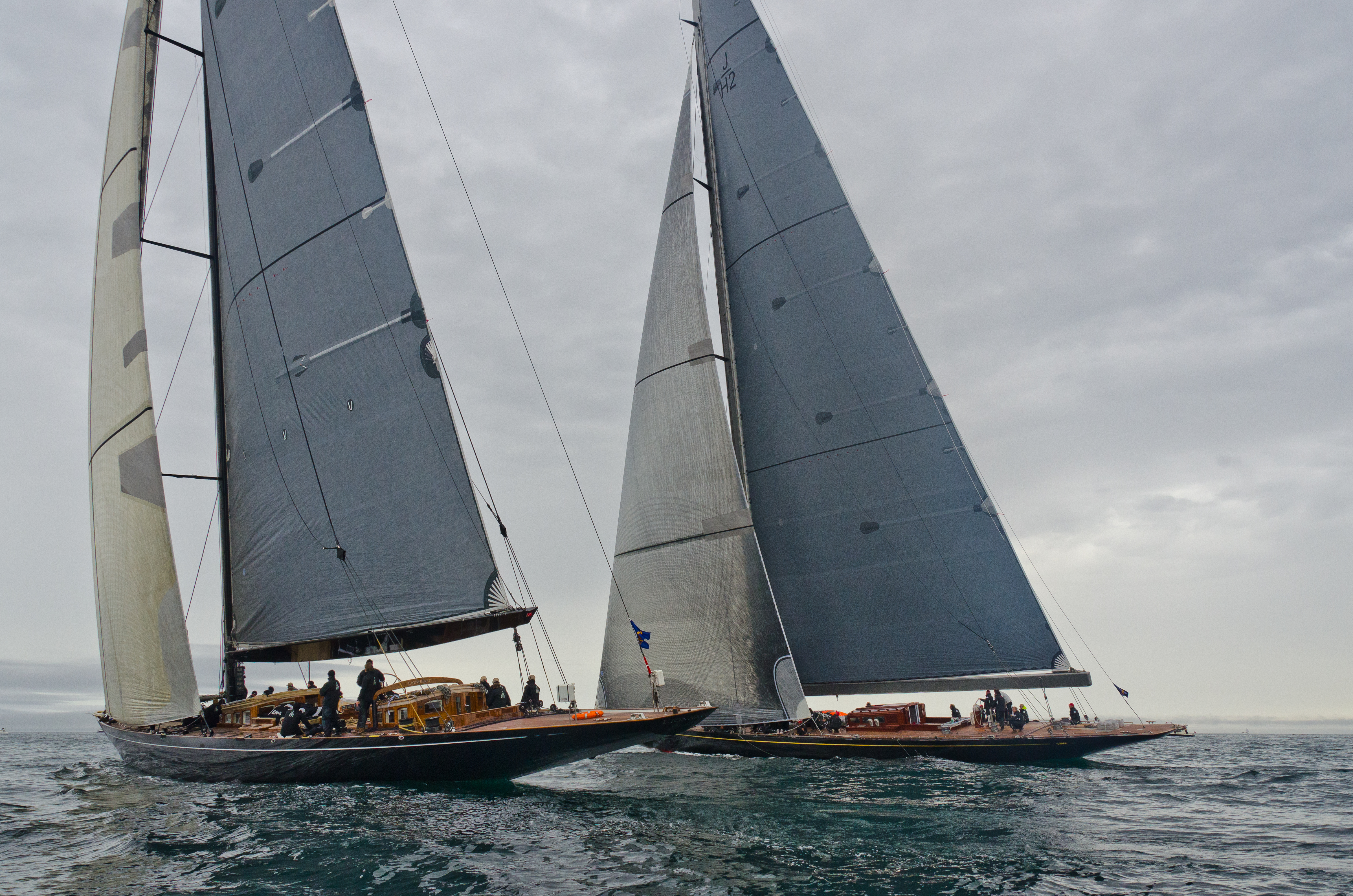
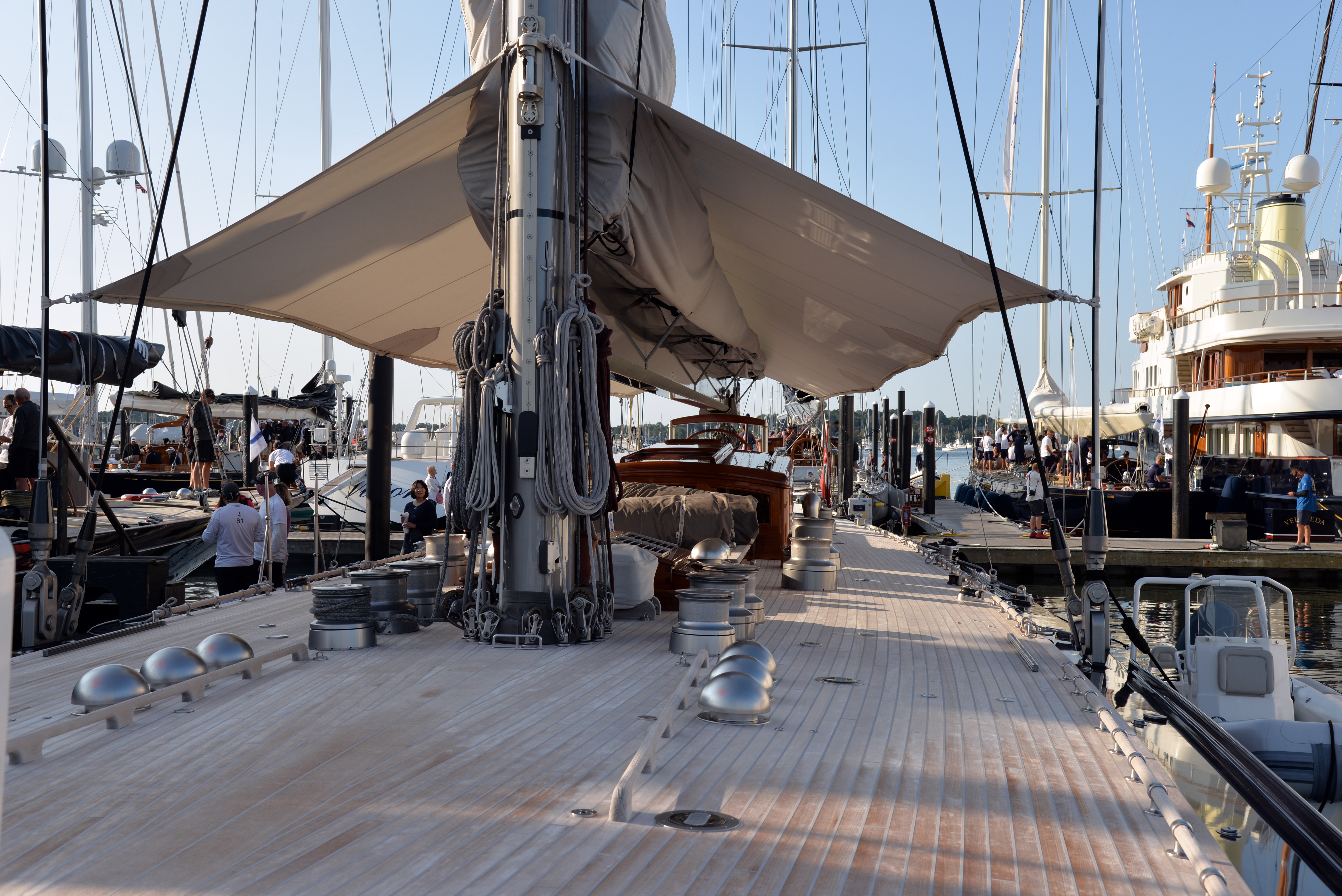
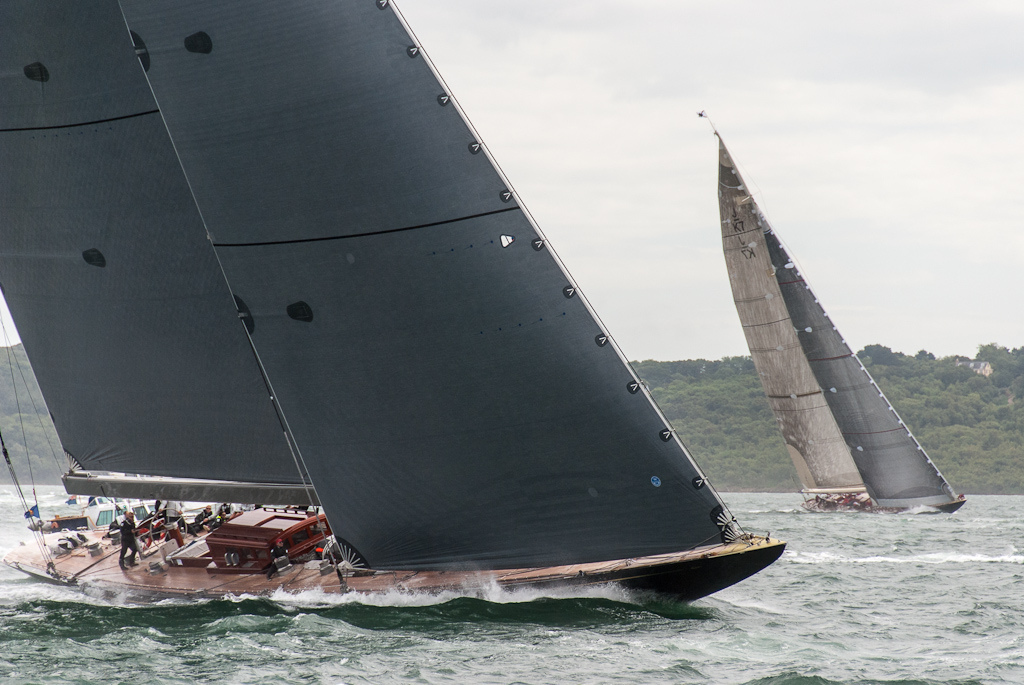